# Limone Costa d'Amalfi

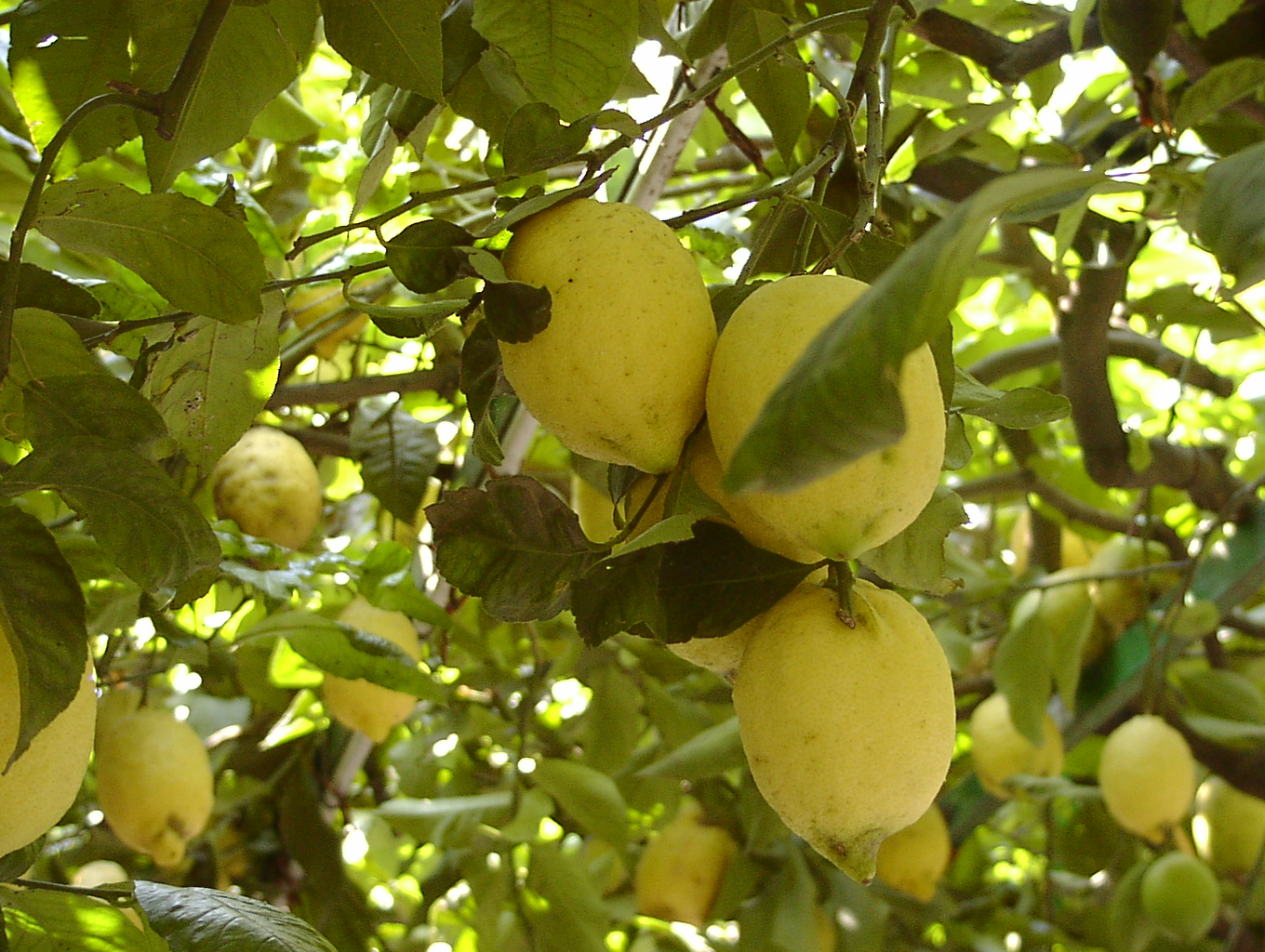
Sfusato d'Amalfi.

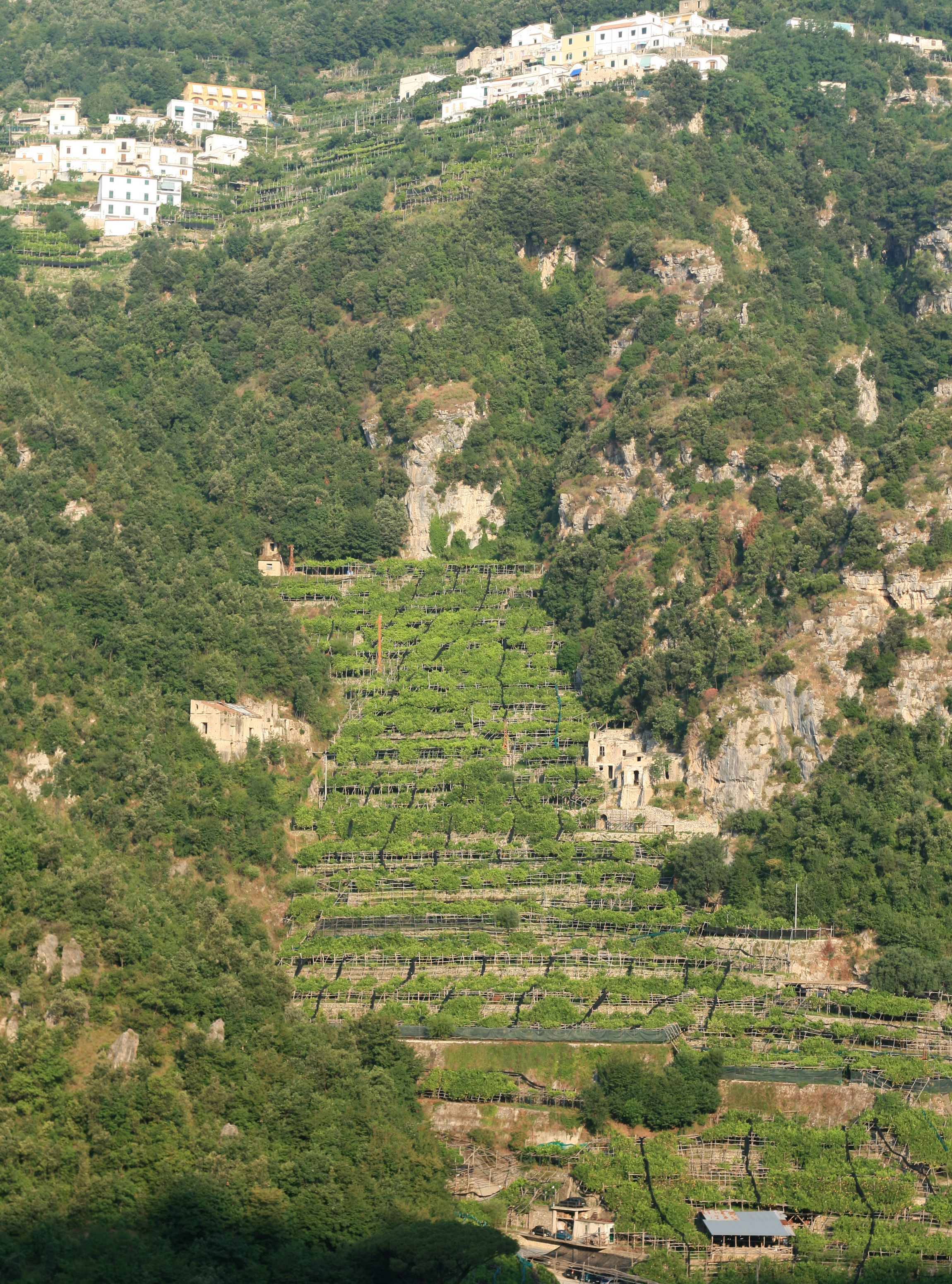
Citronneraie en terrasses.

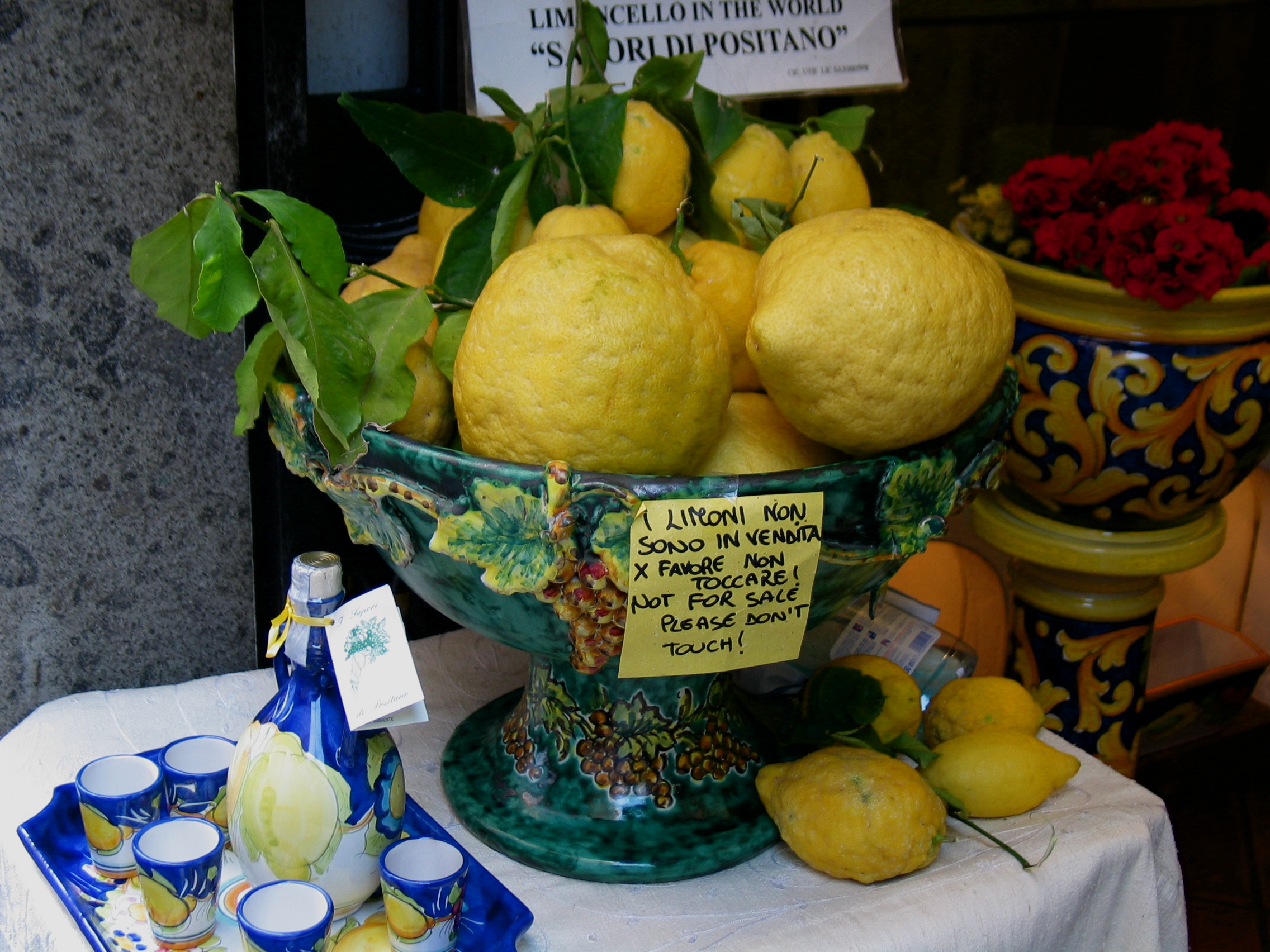
Limone & Limoncello.

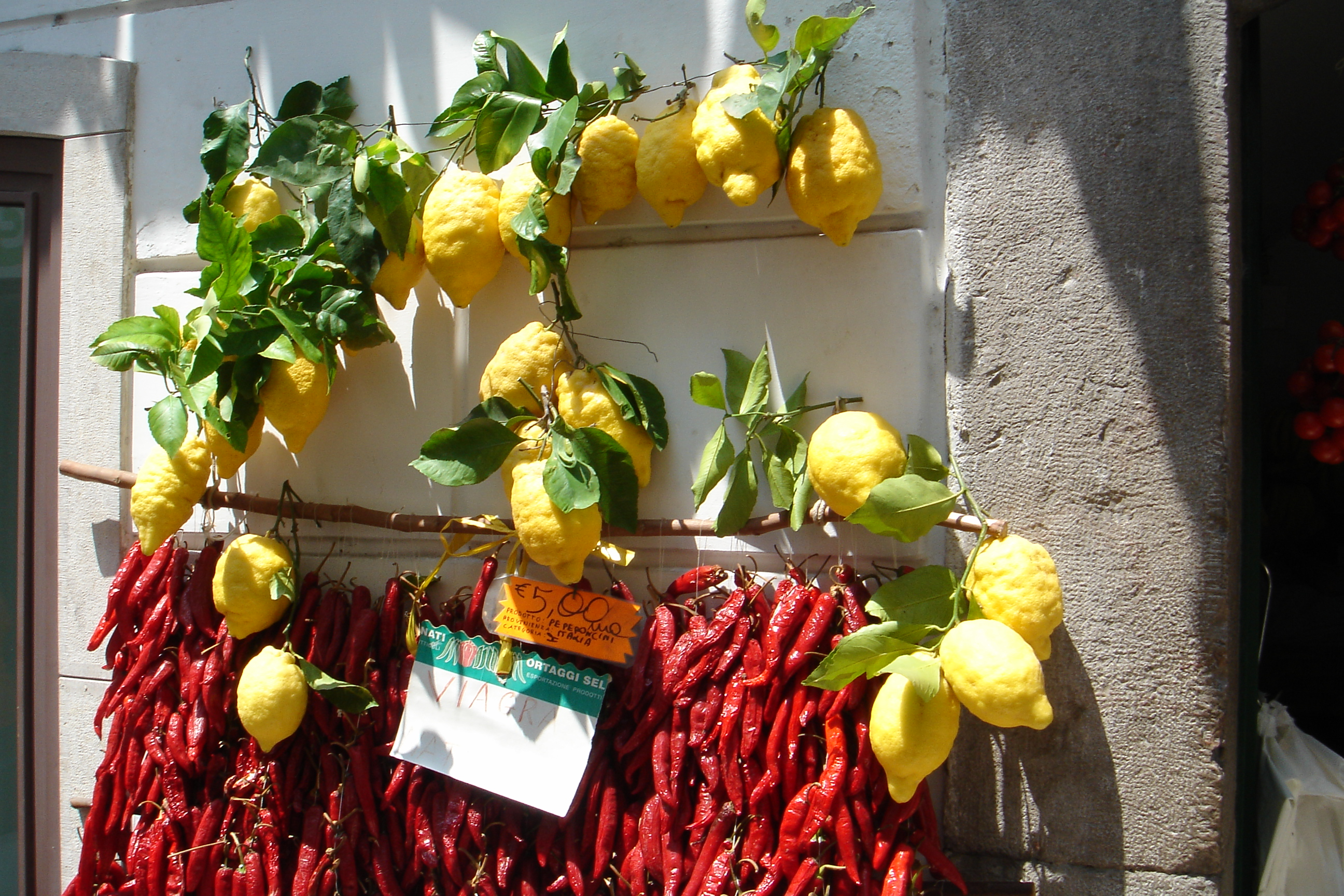
Sfusato & poivrons rouges secs.

Limone Costa d'Amalfi est le nom d'une variété de citron, un agrume caractéristique de la côte amalfitaine dans la province de Salerne.
Jadis nommé Limon amalphitanus, aujourd'hui, il est d'une variété appelée sfusato d'Amalfi.
Depuis le 5 juillet 2001, la dénomination « Limone Costa d'Amalfi » est enregistrée au niveau européen comme une indication géographique protégée (IGP).

## Historique
La présence de citronniers sur la côte amalfitaine attestée dès le début du XIe siècle est sans doute  à lier aux études menées sur le scorbut par la réputée école de médecine de Salerne. Aussi à la lumière de ces connaissances, les autorités de la république d'Amalfi imposaient une provision de citron à bord de tous ses navires et encourageait l'implantation de nouveaux vergers de citronniers.
Aux XIIe et XIVe siècles, les citronneraies occupent une grande partie du littoral et des collines avoisinantes amalfitaines. Un parchemin fait remonter à l'an 1112 la culture des agrumes dans l'aire amalfitaine. En 1646, le botaniste Ferrari  décrit pour la première fois le Limon amalphitanus. Dès cette époque, le commerce du citron débutait localement pour prendre son essor au XVIIIe siècle et surtout dans la seconde moitié du XIXe siècle, lorsque la récolte était pratiquement entièrement achetée par des marchands provenant d’autres régions. Après cette période, l'expansion de nouvelles citronneraies se réduisait en raison d'un relief particulièrement accidenté ; dès lors, le travail de l'homme s'est orienté vers l'entretien et l'aménagement de terrains en terrasses.

## Description
De forme elliptique allongée, il a l’apex grand et pointu. Son  écorce de couleur jaune citron a une épaisseur moyenne. Son poids n'est pas inférieur à 100 g. La pulpe est très juteuse avec une acidité élevée, de couleur jaune paille et comporte peu de pépins.

## Aire géographique
Elle couvre la totalité du territoire de la commune d’Atrani dans la province de Salerne ainsi  qu'une partie du territoire des communes suivantes situées dans la même province : Amalfi, Cetara, Conca dei Marini, Furore, Maiori, Minori, Positano Praiano, Ravello, Scala, Tramonti et Vietri sul Mare.
La boisson spiritueuse Liquore di limone della Costa d'Amalfi  (liqueur de citron de la côte amalfitaine) est aussi une indication géographique.

### Sources
Notice de la Commission européenne.